# Maciej Włodek (rotmistrz)
Maciej Włodek herbu Prawdzic – rotmistrz jazdy, starosta kamieniecki, chorąży halicki i kamieniecki.

## Życiorys
Daty życia nieznane. Pochodził z rodziny szlacheckiej Włodków herbu Prawdzic wywodzącej się z województwa ruskiego. Zawodowy żołnierz, w 1526 został rotmistrzem jazdy obrony potocznej. Jako dowódca chorągwi służył w armii koronnej do 1547. W 1531 wziął udział w wyprawie hetmana Jana Tarnowskiego na Pokucie, przeciw hospodarowi mołdawskiemu Rareszowi. Walczył w bitwie pod Obertynem. W tej kampanii jego chorągiew husarska liczyła 186 koni, w skład pocztu rotmistrzowskiego wchodziło 30 kawalerzystów. Podczas bitwy obertyńskiej chorągiew Włodka walczyła w hufie posiłkowym strażnika polnego Mikołaja Sieniawskiego. Po wyprawie mołdawskiej został mianowany chorążym halickim i kamienieckim. Dorobił się znacznego majątku, posiadał zamek, 3 miasta oraz 51 wsi, większość na Podolu. 1 lutego 1538 w czasie bitwy nad rzeką Seret, w której wojska obrony potocznej dowodzone przez Sieniawskiego i Tęczyńskiego doznały klęski w starciu armią mołdawską, dostał się do niewoli. W 1542 objął urząd starosty generalnego podolskiego. Ożenił się z córką wojewody sieradzkiego Stanisława Łaskiego. Jego potomkiem był Stanisław, rotmistrz, starosta halicki i kołomyjski.